# Interieur met een oude vrouw en een jongen
Interieur met een oude vrouw en een jongen is een schilderij van Jan Steen.

## Voorstelling
Het stelt een oude vrouw voor met een jongetje in een boereninterieur. De vrouw helpt het kind met het uittrekken van zijn vest zodat hij naar bed kan gaan. Zijn overige kleren, een jas en een paar schoenen, schijnt het kind op de grond te hebben gegooid. Op de achtergrond rechts ligt een ander kind al in bed. Links een bord met pap op een komfoor en een spinnewiel. Het schilderij sluit aan bij Haarlemse genrestukken met voorstellingen uit het boerenleven. De compositie is nauw verwant aan werk van Adriaen van Ostade, de mogelijke leermeester van Steen.

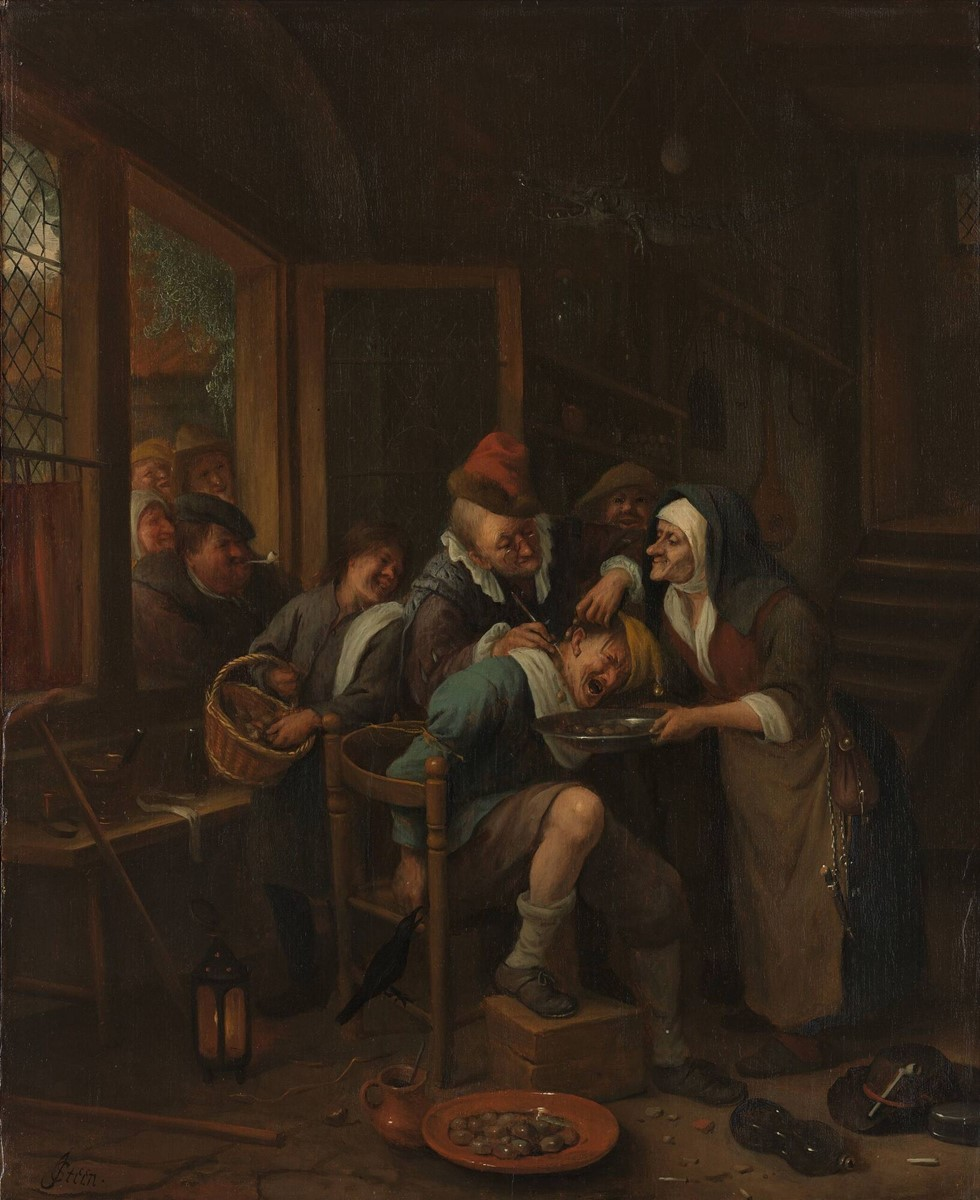
Jan Steen. Keisnijding. Ca. 1656-1675. Rotterdam, Museum Boijmans Van Beuningen.

## Toeschrijving en datering
Het schilderij is linksonder gesigneerd ‘JSteen’. Het is een vroeg werk. De stijl en uitvoering doen denken aan Steens Keisnijding in het Museum Boijmans Van Beuningen. Het gezicht van de 'chirurg' op dit werk is vergelijkbaar met dat van de oude vrouw.

## Herkomst
Het werk werd voor het eerst gesignaleerd op een anonieme verkoping bij Macalester Loup in Den Haag, waar het waarschijnlijk werd gekocht door Johan Gabriel Schwarzmann (1739-1812). Deze liet het na zijn dood na aan Maria Anna Schwarzmann (1778-1847), getrouwd met Pierre Bartholomeus van den Hove (1763-1839). Zij lieten het na aan hun dochter Anna Maria Ludicova van den Hove (1822-1855), die trouwde met Eduard Theodor Leon Speyart van Woerden (1813-1881). Vervolgens werd het geërfd door Cornelius Ludovicus Maria Emilius Joannes Eduard Speyart van Woerden (1849-1911) en verdere erfgenamen. Op 9 juni 2015 werd het als ‘property from a Dutch noble collection’ geveild bij veilinghuis Sotheby's in Londen met onbekend resultaat.
Adolf en Catharina Croeser aan de Oude Delft (1655) · Het dronken paar (1655-1665) · Interieur met een oude vrouw en een jongen (1656-1660) · Het oestereetstertje (1658-1660) · Portret van Jacoba Maria van Wassenaer (1660) · De wijn is een spotter (1660-1669) · Kinderen leren een poes dansen (1660-1679) · Het Driekoningenfeest (1662) · Het Sint-Nicolaasfeest (1665-1668) · Het vrolijke huisgezin (1668) · 'Soo voer gesongen, soo na gepepen' (1668-1672) · Mozes en de kroon van de farao (1670) · Boerenbruiloft (1672) · Simson beledigd door de Philistijnen (1675-1676)